# Nerax abdominalis
Nerax abdominalis là một loài ruồi trong họ Asilidae. Nerax abdominalis được Wiedemann miêu tả năm 1821. Loài này phân bố ở vùng Tân nhiệt đới.